# Robert Halmi
Robert Halmi Sr. (Budapeste, 22 de janeiro de 1924 - Nova Iorque, 30 de julho de 2014) foi um produtor cinematográfico húngaro-estadunidense. Ele produziu mais de 200 produções de TV, incluindo as minisséries, As Viagens de Gulliver, A Odisseia, As 1001 Noites e Dinotopia. As dezenas de telefilmes e séries produzidas por Halmi, muitas no gênero de fantasia, ganharam mais de 100 Emmys.